# HIP 13044 b

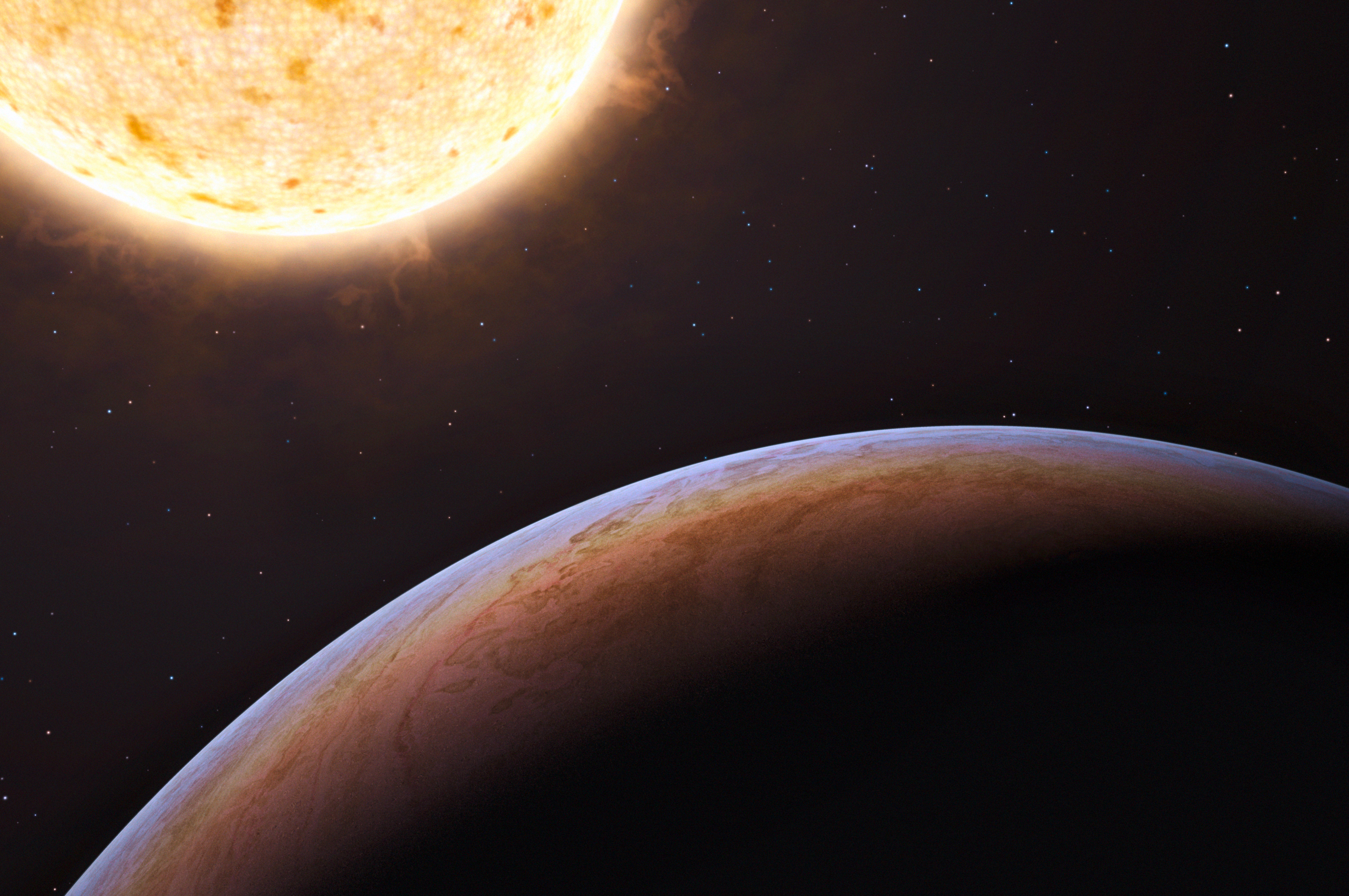
HIP 13044 și planeta HIP 13044 b - reprezentare artistică

HIP 13044 b este o exoplanetă asemănătoare planetei Jupiter. Ea se rotește în jurul stelei HIP 13044, care se află la aproximativ 2.000 de ani lumină depărtare de Pământ în constelația Fornax. Descoperirea sa a fost anunțată pe 18 noiembrie 2010. Conform teoriilor evoluționiste, HIP 13044 s-a născut într-o altă galaxie, și a devenit parte din Calea Lactee atunci când galaxia din care făcea parte această stea a fost absorbită de propria noastră galaxie, aproximativ cu 6-9 miliarde de ani în urmă. Rămășițe ale acestei galaxii formează fluxul stelar Helmi.